# Альбер II (князь Монако)
Альбе́р II (фр. Albert II, полное имя Альбер Александр Луи Пьер Гримальди, фр. Albert Alexandre Louis Pierre Grimaldi; род. 14 марта 1958, Монако) — правящий князь Монако и герцог Валентинуа с 2005 года, из дома Гримальди, сын Ренье III и Грейс Келли. Имеет титул Его Светлости (Sérénité).
Во время предсмертной болезни отца, с 31 марта 2005 года до кончины Ренье (6 апреля), Альбер был регентом.

## Биография
Альбер с детства увлекался спортом, причём такими разными видами, как футбол, плавание и дзюдо. Он — 5-кратный участник зимних Олимпийских игр (бобслей, 1988—2002 годы). С 1985 года — член МОК (только принцесса Нора Лихтенштейнская дольше является членом МОК на данный момент). Участник ралли «Дакар» 1985 года (сошёл на 9-м этапе из-за технических проблем). Альбер стал первым действующим монархом, побывавшим на Северном полюсе (16 апреля 2006 года). Он активно сотрудничает с ООН и завоевал уважение этой организации, в частности, в 2006 году он был назначен покровителем «Года Дельфина» и официально открыл его 17 сентября 2006 года.
Альбер является Почётным Президентом Международного Наполеоновского Общества.
27 августа 2015 года князь Альбер II извинился за роль Монако в содействии депортации в общей сложности 90 евреев и бойцов сопротивления, из которых только девять смогли выжить.
В марте 2020 года во время пандемии у князя Альбера II была диагностирована коронавирусная инфекция COVID-19.

## Личная жизнь
Альбер долгое время не имел постоянной спутницы жизни и оставался холост. У него есть официально признанные двое внебрачных детей (от разных матерей), но они не могут унаследовать престол.
В июне 2010 года было объявлено о помолвке Альбера с его невестой Шарлен Уиттсток, бывшей пловчихой и школьной учительницей из ЮАР, свадьба с которой состоялась 1 июля 2011 года. 1 июля 2011 года состоялась гражданская церемония заключения брака, а венчание молодожёнов прошло 2 июля 2011 года.
30 мая 2014 года стало известно, что княгиня Шарлен беременна, а 10 декабря она родила близнецов, мальчика и девочку. Роды прошли посредством кесарева сечения. Детей назвали Жак Оноре Ренье и Габриэлла Тереза Мария. Сын получил титулы наследного принца Монако и маркиза де Бо, а дочь — титулы принцессы Монако и графини де Карладес.

## Престолонаследие
Законы Монако вплоть до 2002 года не предусматривали правил престолонаследия в случае отсутствия законнорождённых детей у князя. Сейчас в княжестве установлено право первородства с преимуществом мужского пола, аналогичное испанскому (закон ратифицирован Францией, как этого требуют франко-монакские соглашения, после смерти Ренье). Поэтому, пока Альбер не обзавёлся законнорождёнными детьми, его наследницей являлась старшая сестра Каролина, по мужу принцесса Ганноверская, а затем её сын Андреа (Андре) Казираги.
С 10 декабря 2014 года наследным принцем Монако является сын князя Альбера Жак.

## В популярной культуре
Джеймс Шэнклин играл принца Альбера в фильме «Социальная сеть» в 2010 году.
В его честь назван вид тропических крабов Actaea grimaldii.

## Награды
Награды Монако
| Страна | Дата                         | Награда                          | Награда                          | Литеры |
| ------ | ---------------------------- | -------------------------------- | -------------------------------- | ------ |
| Монако | 6 апреля 2005                | Суверен                          | ордена Святого Карла             |        |
| Монако | 13 марта 1979—6 апреля 2005  | Кавалер Большого креста          | ордена Святого Карла             |        |
| Монако | 6 апреля 2005                | Суверен                          | ордена Гримальди                 |        |
| Монако | 18 апреля 1958—6 апреля 2005 | Кавалер Большого креста          | ордена Гримальди                 |        |
| Монако | 6 апреля 2005                | Суверен ордена Короны            | Суверен ордена Короны            |        |
| Монако | 6 апреля 2005                | Суверен ордена Культурных заслуг | Суверен ордена Культурных заслуг |        |

Награды иностранных государств
| Страна                     | Дата вручения                    | Награда                                                                                                   | Награда                                                                                                   | Литеры |
| -------------------------- | -------------------------------- | --- | --- | ------ |
| Болгария                   |                                  | Кавалер ордена «Стара планина» с лентой                                                                   | Кавалер ордена «Стара планина» с лентой                                                                   |        |
| Иордания                   |                                  | Кавалер Большой звезды ордена Возрождения                                                                 | Кавалер Большой звезды ордена Возрождения                                                                 |        |
| Ливан                      |                                  | Кавалер Большой ленты ордена Заслуг                                                                       | Кавалер Большой ленты ордена Заслуг                                                                       |        |
| Швеция                     | 30 апреля 1996—                  | Медаль Золотого юбилея короля Карла XVI Густава                                                           | Медаль Золотого юбилея короля Карла XVI Густава                                                           |        |
| Франция                    | 25 июля 1997—                    | Кавалер Большого креста Национального ордена «За заслуги»                                                 | Кавалер Большого креста Национального ордена «За заслуги»                                                 |        |
| Нигер                      | март 1998—                       | Кавалер Большого креста Национального ордена Нигера                                                       | Кавалер Большого креста Национального ордена Нигера                                                       |        |
| Панама                     | 2002—                            | Кавалер Большого креста ордена Васко Нуньеса де Бальбоа                                                   | Кавалер Большого креста ордена Васко Нуньеса де Бальбоа                                                   |        |
| Сан-Марино                 | 2002—                            | Кавалер Большого креста ордена Святой Агаты                                                               | Кавалер Большого креста ордена Святой Агаты                                                               |        |
| Сальвадор                  | 2002—                            | Кавалер Большого креста ордена Хосе Симона Каньяса                                                        | Кавалер Большого креста ордена Хосе Симона Каньяса                                                        |        |
| Коста-Рика                 | 2003—                            | Кавалер Большого креста с золотой звездой ордена Хуана Мора Фернандеса                                    | Кавалер Большого креста с золотой звездой ордена Хуана Мора Фернандеса                                    |        |
| Дания                      | 2003—                            | кавалер Ордена Слона                                                                                      | кавалер Ордена Слона                                                                                      | RE     |
| Перу                       | 2003—                            | кавалер Большого креста ордена Солнца Перу                                                                | кавалер Большого креста ордена Солнца Перу                                                                |        |
| Италия                     | 12 декабря 2005—                 | Кавалер Большого креста, декорированного большой лентой ордена «За заслуги перед Итальянской Республикой» | Кавалер Большого креста, декорированного большой лентой ордена «За заслуги перед Итальянской Республикой» |        |
| Франция                    | 2006—                            | Кавалер Большого креста ордена Почётного легиона                                                          | Кавалер Большого креста ордена Почётного легиона                                                          |        |
| Тунис                      | 7 сентября 2006—                 | Кавалер Большой ленты ордена 7 ноября 1987 года                                                           | Кавалер Большой ленты ордена 7 ноября 1987 года                                                           |        |
| Румыния                    | 2009—                            | Кавалер Большого креста ордена Звезды Румынии                                                             | Кавалер Большого креста ордена Звезды Румынии                                                             |        |
| Франция                    | 2009—                            | Командор ордена Академических пальм                                                                       | Командор ордена Академических пальм                                                                       |        |
| США                        | 2009—                            | Roger Revelle Prize                                                                                       | Roger Revelle Prize                                                                                       |        |
| Хорватия                   | 7 апреля 2009—                   | Кавалер ордена Короля Томислава на ленте с Большой Звездой                                                | Кавалер ордена Короля Томислава на ленте с Большой Звездой                                                |        |
| Мальтийский орден          | 15 октября 2009—                 | Кавалер Цепи ордена Заслуг pro Merito Melitensi                                                           | Кавалер Цепи ордена Заслуг pro Merito Melitensi                                                           |        |
| Мальтийский орден          | 30 июля 2011—                    | Бальи — кавалер Большого креста чести и преданности                                                       | Мальтийского ордена                                                                                       |        |
| Мальтийский орден          | 15 октября 1997—30 июля 2011     | Кавалер Большого креста чести и преданности                                                               | Мальтийского ордена                                                                                       |        |
| Сенегал                    | 2012—                            | Кавалер Большого креста                                                                                   | Национального ордена Льва                                                                                 |        |
| Сенегал                    | май 1977—2012                    | Гранд-офицер                                                                                              | Национального ордена Льва                                                                                 |        |
| Мали                       | 12 февраля 2012—                 | Кавалер Большого креста Национального ордена Мали                                                         | Кавалер Большого креста Национального ордена Мали                                                         |        |
| Палестина                  | 2012—                            | Кавалер Ордена Палестинской звезды                                                                        | Кавалер Ордена Палестинской звезды                                                                        |        |
| Буркина-Фасо               | 17 февраля 2012—                 | Гранд-офицер Национального ордена Буркина-Фасо                                                            | Гранд-офицер Национального ордена Буркина-Фасо                                                            |        |
| Польша                     | октябрь 2012—                    | Кавалер Большого креста ордена «За заслуги перед Республикой Польша»                                      | Кавалер Большого креста ордена «За заслуги перед Республикой Польша»                                      |        |
| Литва                      | 15 октября 2012—                 | Кавалер Большого креста ордена Витаутаса Великого                                                         | Кавалер Большого креста ордена Витаутаса Великого                                                         |        |
| Казахстан                  | 27 сентября 2013—                | Орден «Достык» I степени                                                                                  | Орден «Достык» I степени                                                                                  |        |
| Сан-Марино                 | 16 сентября 2015—                | Кавалер Большого креста ордена Святого Марина                                                             | Кавалер Большого креста ордена Святого Марина                                                             |        |
| Франция                    | 8 декабря 2015—                  | Командор ордена Морских заслуг                                                                            | Командор ордена Морских заслуг                                                                            |        |
| Швеция                     | 30 апреля 2016—                  | Памятная медаль к 70-летию короля Швеции Карла XVI Густава                                                | Памятная медаль к 70-летию короля Швеции Карла XVI Густава                                                |        |
| Словакия                   | 2 мая 2017—                      | Кавалер ордена Двойного белого креста 1 класса                                                            | Кавалер ордена Двойного белого креста 1 класса                                                            |        |
| Италия/ Палермо            | 21 августа 2018—                 | Почётный гражданин города Палермо                                                                         | Почётный гражданин города Палермо                                                                         |        |
| Албания                    | октябрь 2018—                    | Кавалер ордена Государственного флага Албании                                                             | Кавалер ордена Государственного флага Албании                                                             |        |
| Италия/Сан-Деметрио-Короне | 9 мая 2019—                      | Почётный гражданин коммуны Сан-Деметрио-Короне                                                            | Почётный гражданин коммуны Сан-Деметрио-Короне                                                            |        |
| Сербия                     | 7 октября 2020—                  | Кавалер ленты ордена Республики Сербия                                                                    | Кавалер ленты ордена Республики Сербия                                                                    |        |
| Ватикан                    | 2 сентября 2021—                 | Кавалер цепи                                                                                              | Иерусалимского ордена Св. Гроба                                                                           |        |
| Ватикан                    | 27 января 1983 — 2 сентября 2021 | Кавалер Большого креста                                                                                   | Иерусалимского ордена Св. Гроба                                                                           |        |
| Португалия                 | октябрь 2022—                    | Кавалер Большой цепи ордена Инфанта дона Энрике                                                           | Кавалер Большой цепи ордена Инфанта дона Энрике                                                           | GColIH |
| Малайзия                   | 26 ноября 2023—                  | Почëтный лауреат Наивозвышенейшего Ордена Короны Королевства                                              | Почëтный лауреат Наивозвышенейшего Ордена Короны Королевства                                              | DMN    |
| Малайзия/ Паханг           | 26 ноября 2023—                  | Член 1-го класса Самого Почитаемого Родового Ордена Короны Правителя Паханга                              | Член 1-го класса Самого Почитаемого Родового Ордена Короны Правителя Паханга                              | DK I   |
| Франция                    | 15 мая 2024—                     | Командор ордена Сельскохозяйственных заслуг                                                               | Командор ордена Сельскохозяйственных заслуг                                                               |        |

Династические награды
| Страна                 | Дата вручения | Награда                                                         | Награда                                                         | Литеры |
| ---------------------- | ------------- | --------------------------------------------------------------- | --------------------------------------------------------------- | ------ |
| Савойская династия     | 1 марта 2003  | Рыцарь Большого креста ордена Святых Маврикия и Лазаря          | Рыцарь Большого креста ордена Святых Маврикия и Лазаря          |        |
| Неаполитанские Бурбоны | 7 ноября 2017 | Рыцарь ордена Святого Януария                                   | Рыцарь ордена Святого Януария                                   |        |
| Неаполитанские Бурбоны | 7 ноября 2017 | Рыцарь Большого креста Константиновского ордена Святого Георгия | Рыцарь Большого креста Константиновского ордена Святого Георгия |        |
| Петровичи-Негоши       |               | Рыцарь Большого ордена Князя Даниила I                          | Рыцарь Большого ордена Князя Даниила I                          |        |

Награды организаций:
- Европейская медаль толерантности (2018)